# フレクサブル
『フレクサブル』（原題：Flex-Able）は、スティーヴ・ヴァイが1984年に発表した、ソロ名義では初のスタジオ・アルバム。

## 解説
ヴァイはフランク・ザッパ・バンドでの活動で家を買う資金が貯まり、8トラックの録音機材が導入された自宅スタジオ「スタッコ・ブルー」を設立して、1983年に本作のレコーディングを行った。収録曲「アティテュード・ソング」は、アリス・クーパーのバンドのオーディション・テープ用に作った曲「The Night Before」が原型で、本作には「スタッコ・ブルー」で再録音されたヴァージョンが収録された。ヴァイ自身は当初、本作を「極めて個人的な内容」と考え、正式に発売するのではなく、フレキシ・ディスクに起こして友人達に配るつもりでおり、それがアルバム・タイトルの由来となった。
1984年当時は、LPとカセットが通信販売限定という形で発売された。なお、ヴァイは本作と同年にEP『Flex-Able Leftovers』も発表しており、1988年に発売された本作の再発CDには、同EPの一部の曲がボーナス・トラックとして収録された。
スティーヴ・ヒューイはオールミュージックにおいて5点満点中4.5点を付け「典型的な『速弾き』アルバムではなく、数年にわたりフランク・ザッパとの共演で切磋琢磨されたことから、多くの曲において、ザッパの音楽性と歪んだユーモアの両方が反映されており、"Little Green Men"等、奇妙かつ楽しめる瞬間がある」と評している。

## 収録曲
特記なき楽曲はスティーヴ・ヴァイ作。
1. リトル・グリーン・メン - Little Green Men - 5:39
2. ヴィヴ・ウーマン - Viv Woman - 3:09
3. ラヴァーズ・アー・クレイジー - Lovers Are Crazy - 5:39
4. サラマンダーズ・イン・ザ・サン - Salamanders in the Sun - 2:25
5. ボーイ・ガール・ソング - The Boy/Girl Song - 4:02
6. アティテュード・ソング - The Attitude Song - 3:23
7. コール・イット・スリープ - Call It Sleep - 5:09
8. ジャンキー - Junkie - 7:23
9. ビルズ・プライヴェート・パーツ - Bill's Private Parts - 0:16
10. ネクスト・ストップ・アース - Next Stop Earth - 0:34
11. ゼアズ・サムシング・デッド・イン・ヒア - There's Something Dead in Here - 3:46

### 再発CDボーナス・トラック
1. ソー・ハッピー - So Happy (Steve Vai, Laurel Fishman) - 2:43
2. ブレッドソー・ブルーヴァード - Bledsoe Bluvd - 4:22
3. バーニン・ダウン・ザ・マウンテン - Burnin' Down the Mountain - 4:22
4. クロニック・インソムニア - Chronic Insomnia - 2:05

## 参加ミュージシャン
- スティーヴ・ヴァイ - ギター(#9を除く全曲)、ボーカル(on #1, #3)、ベース(on #1, #2, #3, #5, #8)、キーボード(#1)、シンセサイザー(on #1, #3, #4, #11)、ドラムマシン(on #1, #3, #4, #11)、ピアノ(on #3)、パーカッション(on #3)、ベルライア(on #3)、エレクトリック・シタール(on #4)
- ボブ・ハリス - ボーカル(on #1, #3, #5, #8)、トランペット(on #1, #2, #3, #5)
- スザンナ・ハリス - ボーカル(on #1, #3, #5, #8)
- ピア・マイオッコ - ボーカル(on #2)
- スコット・コラード - キーボード(on #1, #8)、ローズ・ピアノ(on #1, #7)、シンセサイザー(on #1)
- ポール・レムケ - キーボード(on #1)
- スチュアート・ハム - ベース(on #2, #6, #7)、ボーカル(on #1, #8)
- ペギー・フォスター - フレットレスベース(on #4)
- クリス・フレイジャー - ドラムス(on #2, #5, #6)
- ピート・ゼルドマン - ドラムス(on #7)
- チャド・ワッカーマン - ドラムス(on #8)
- ビリー・ジェイムズ - ドラムス(on #9)、パーカッション(on #9)
- ラリー・クレイン - ベルライア(on #1, #4)、ヴィブラフォン(on #1, #8)、シロフォン(on #1)、ベル(on #8)
- グレッグ・デグラー - フルート(on #1, #4)、サクソフォーン(on #3, #5)、クラリネット(on #4)